# Dekanat Lübben-Senftenberg
Das Dekanat Lübben-Senftenberg ist eines der drei Dekanate im römisch-katholischen Bistum Görlitz. Am 4. August 2004 verfügte Bischof Rudolf Müller die Neuordnung der bisherigen Dekanate Cottbus, Finsterwalde-Lübben, Görlitz, Neuzelle und Senftenberg zum 1. September 2004. Als Grund für die Neustrukturierung wurde die abnehmende Zahl der Gläubigen und Seelsorger im Diasporabistum Görlitz genannt. Zudem war absehbar, dass etwa die Hälfte der bisherigen Pfarreien und Pfarrkuratien im Bistum nicht selbständig würden fortbestehen können. Schon im Pastoralplan des Bistums vom 16. Oktober 2001 war eine Zusammenlegung von Pfarreien vorbereitet worden. Das Dekanat entstand aus dem Dekanat Finsterwalde-Lübben und den heutigen Pfarreien Großräschen (damals Altdöbern, Großräschen, Neupetershain und Welzow) und Senftenberg (damals Klettwitz, Ruhland, Schwarzheide und Senftenberg). Das bisherige Dekanat Senftenberg umfasste auch die Gebiete der heutigen sächsischen Pfarreien Wittichenau und Hoyerswerda. Die Überschreitung der Landesgrenze führte aber zu Problemen und bildete somit einen weiteren Grund für die Neustrukturierung.

## Dekan
Der Dekan und sein Stellvertreter werden durch den Bischof ernannt. Die Priester des Dekanatskonventes haben das Vorschlagsrecht nach einer Wahl aus ihren eigenen Reihen. Derzeitiger Dekan ist der Pfarrer der Pfarrei St. Trinitatis Lübben. Dem Dekan obliegt die Verantwortung für die Durchführung regelmäßiger Dekanatskonvente zum Informationsaustausch unter den Priestern und Mitarbeitern. Im Falle des Todes eines Priesters des Dekanates ist der Dekan verantwortlich für die Durchführung der Beerdigung.

## Lage
Das Dekanat Lübben-Senftenberg liegt auf dem Gebiet des Landes Brandenburg. Es umfasst die Pfarreien Finsterwalde, Lübben, Lübbenau, Luckau und Senftenberg.

## Liste der Kirchengebäude
Die Liste enthält die Pfarrkirchen im Dekanat Lübben-Senftenberg und die jeweils zugeordneten Filialkirchen bzw. Kapellen.
Erläuterungen zum Status: Pfk = Pfarrkirche, Fk = Filialkirche, K = Kapelle
| Bild | Kirche                                                                                            | Ort                | Status | Anmerkungen                                                                           |
| ---- | ------------------------------------------------------------------------------------------------- | ------------------ | ------ | ------------------------------------------------------------------------------------- |
|      | St. Maria Mater Dolorosa Finsterwalde (Pfarrei St. Maria Finsterwalde)                            | Finsterwalde       | Pfk    | Filialkirche Sallgast 2015 profaniert                                                 |
|      | St. Bonifatius und Elisabeth Doberlug-Kirchhain (Filialkirche der Pfarrei St. Maria Finsterwalde) | Doberlug-Kirchhain | Fk     | Pfarrkuratie 2010 aufgelöst, nach Finsterwalde eingepfarrt                            |
|      | St. Michael Tröbitz (Filialkirche der Pfarrei St. Maria Finsterwalde)                             | Tröbitz            | Fk     | Pfarrkuratie 2010 aufgelöst, nach Finsterwalde eingepfarrt                            |
|      | St. Antonius Größräschen (Pfarrei St. Antonius Großräschen)                                       | Großräschen        | Pfk    |                                                                                       |
|      | St. Josef Welzow (Filialkirche der Pfarrei St. Antonius Großräschen)                              | Welzow             | Fk     | Pfarrei 2010 aufgelöst, nach Großräschen eingepfarrt                                  |
|      | St. Maria, Hilfe der Christen Altdöbern (Kapelle der Pfarrei St. Antonius Großräschen)            | Altdöbern          | K      | Pfarrkuratie 2010 aufgelöst, nach Großräschen eingepfarrt                             |
|      | Christkönigkirche Luckau (Pfarrei Christus König Luckau)                                          | Luckau             | Pfk    |                                                                                       |
|      | St. Antonius Dahme (Mark) (Filialkirche der Pfarrei Christus König Luckau)                        | Dahme (Mark)       | Fk     | Pfarrkuratie 2010 aufgelöst, nach Luckau eingepfarrt                                  |
|      | St. Maria Regina Rosarii Golßen (Filialkirche der Pfarrei Christus König Luckau)                  | Golßen             | Fk     | Pfarrkuratie 2010 aufgelöst, nach Luckau eingepfarrt                                  |
|      | St. Trinitas Lübben (Pfarrei St. Trinitas Lübben)                                                 | Lübben             | Pfk    |                                                                                       |
|      | St. Joseph Straupitz (Filialkirche der Pfarrei St. Trinitatis Lübben)                             | Straupitz          | Fk     | Pfarrkuratie 2010 aufgelöst, nach Lübben eingepfarrt, am 16. November 2024 profaniert |
|      | St. Maria Stella Matutina Schwerin (Kapelle der Pfarrei St. Trinitatis Lübben)                    | Schwerin           | K      | Pfarrkuratie 2010 aufgelöst, nach Lübben eingepfarrt                                  |
|      | St. Mater Maria Gröditsch (Filialkirche der Pfarrei St. Trinitatis Lübben)                        | Gröditsch          | Fk     |                                                                                       |
|      | St. Maria Verkündigung Lübbenau (Pfarrei Hl. Familie Lübbenau)                                    | Lübbenau           | Pfk    | Pfarrei 2013 aus bisher drei eigenständigen Gemeinden neugegründet                    |
|      | St. Bonifatius Calau (Filialkirche der Pfarrei Hl. Familie Lübbenau)                              | Calau              | Fk     | Pfarrei 2013 aufgelöst                                                                |
|      | Hl. Familie Vetschau (Filialkirche der Pfarrei Hl. Familie Lübbenau)                              | Vetschau           | Fk     | Pfarrei 2013 aufgelöst                                                                |
|      | St. Peter und Paul Senftenberg (Pfarrei St. Peter und Paul Senftenberg)                           | Senftenberg        | Pfk    |                                                                                       |
|      | Herz-Jesu-Kirche Klettwitz (Filialkirche der Pfarrei St. Peter und Paul Senftenberg)              | Klettwitz          | Fk     | Pfarrei 2015 aufgelöst, mit Senftenberg vereinigt                                     |
|      | Hl. Kreuz Schwarzheide (Filialkirche der Pfarrei St. Peter und Paul Senftenberg)                  | Schwarzheide       | Fk     | Pfarrkuratie 2010 aufgehoben, nach Klettwitz eingepfarrt                              |
|      | St. Maria vom Siege Ruhland (Filialkirche der Pfarrei St. Peter und Paul Senftenberg)             | Ruhland            | Fk     | profaniert zum 5. Juli 2023                                                           |